# موديستو مولينا
موديستو مولينا (بالإسبانية: Modesto Molina Menacho)‏ هو لاعب كرة قدم بوليفي في مركز الهجوم، ولد في 21 سبتمبر 1967 في Pailon Municipality ‏ في بوليفيا. شارك مع منتخب بوليفيا لكرة القدم. أما مع النوادي، فقد لعب مع ذي سترونغيست وكلوب ديسترويرس ونادي ريال سانتا كروز.

## وصلات خارجية
- موديستو مولينا على موقع ناشيونال فوتبول تيمز (الإنجليزية)
- موديستو مولينا على موقع عالم كرة القدم.نت (الإنجليزية)